# Palaeosilpha fraasii
Palaeosilpha fraasii är en skalbaggsart som beskrevs av Flach 1890. Palaeosilpha fraasii ingår i släktet Palaeosilpha och familjen asbaggar. Inga underarter finns listade i Catalogue of Life.